# Вакінг
Вакінґ (англ. waacking) — стиль вуличного танцю, що бере свій початок із ґей-клубів США. Зародився у 1970-их роках у Лос-Анджелесі. Незвичайні рухи виконавців посприяли широкому поширенню стилю. Крім характерних рухів руками, які остаточно сформувалися під впливом стилю локінґ, вакінґ включає мистецтво чітких поз та ліній, а також подіумної ходи.
Початково музикою стилю вакінґ слугував фанк, після чого його змінив диско. З поширенням музики хаус у нічних клубах, вакінґ також почали виконувати і під нього. Вакінґ часто порівнюють з воґінгом (англ. voguing), який також зародився в 1970-х у ґей-клубах. Різниця між цими стилями полягає в тім, що вакінґ виник на початку декади в Лос-Анджелесі, а воґінг — у кінці декади в Нью-Йорку. У той час як основною музикою вакінґу залишається диско, воґінг переважно виконують під хаус. Для воґінгу характерніше позування (натхнене журналом Vogue) та рухи ногами. Поширений також нью-йоркський напрямок вакінґу, що сформувався під значним впливом ваґінгу.
Новини-Waacking поширюється від «Imperial House of Waacking», який управляє вебсайтом waacking.com на чолі з Ausbin "Aus" Ninja, сина колишнього  Outrageous Waacking Dancers Тайрон Проктор. Стилі вакінг та ґловстікінг стали основним підґрунтям для формування стилю тектонік. Танець був закладений танцювальними програмами, включаючи відділ театру і танцю в Університеті Південної Кароліни. Знаменитими представниками цього стилю є український гурт Kazaky.

## Термінологія
Оригінальна назва стилю Punkin. Нинішню назву було дано не-спільнотою геїв, які ввели елементи блокування, особливо Тайрон Проктор і Даніель Джеффрі.
Альтернативне ім'я  garbo .